# Біллі Форбс
Біллі Форбс (англ. Billy Forbes; нар. 13 грудня 1990, Провіденсьялес) — футболіст островів Теркс і Кайкос, який грає на позиції нападника у футбольному клубі США «Сентрал Веллі Фуего» та збірній Терксу і Кайкосу з футболу.

## Клубна кар'єра
Біллі Форбс розпочав виступи на футбольних полях у 2006 році на островах Теркс і Кайкос в клубі «Провопул Селтік», а в 2008—2009 роках грав у місцевому клубі «АФК Академі». у 2009—2012 роках навчався у коледжах у США, у цей час грав за команди коледжів «Вестерн Техас Вестенерс» та «Лаббок Крістіен Чаппаралс». У другій половині 2012 року Форбс грав у американській команді ліги четвертого рівня «Міссісіпі Брілла». Наступного року футболіст перейшов до іншої команди цієї ж ліги США «Вест Вірджинія Кінгс Ворріорс». У 2014 році Біллі Форбс став гравцем команди Північноамериканської футбольної ліги «Сан-Антоніо Скорпіонс», у якій грав до кінця 2015 року. У 2016 році він грав за іншу команду Північноамериканської футбольної ліги «Райо Оклахома-Сіті», проте на наступний сезон вона не заявилась на турнір, і Форбс перейшов до складу клубу USL «Сан-Антоніо». Наступного року Біллі Форбс став гравцем іншої команди USL «Фінікс Райзінг», а сезон 2019 року знову провів у складі «Сан-Антоніо».
Сезон 2020 року Форбс провів у складі іншої команди USL «Остін Болд». 9 січня 2021 року Біллі Форбс уклав контракт із клубом USL «Маямі». На початку 2022 року він перейшов до клубу «Детройт Сіті», частину 2022 року виступав у оренді в канадському клубі «Валор». З початку 2023 року Біллі Форбс грає у складі команди Ліги 1 ЮСЛ «Сентрал Веллі Фуего».

## Виступи за збірну
У 2008 році Біллі Форбс дебютував у складі збірної Терксу і Кайкосу з футболу в матчі відбіркового турніру до чемпіонату світу проти збірної Сент-Люсії. У складі збірної грав у відбіркових турнірах до чемпіонатів світу та в розіграші Ліги націй КОНКАКАФ. У груповому турнірі Ліги націй КОНКАКАФ, який проходив восени 2019 року, Форбс відзначився 4 забитими м'ячами, ставши одним із кращих бомбардирів ліги C турніру. Загалом Біллі Форбс зіграв у складі збірної 26 матчів, у яких відзначився 15 забитими м'ячами, та є найкращим бомбардиром збірної Терксу і Кайкосу за всю її історію.